# Ingo Taubhorn
Ingo Taubhorn (ur. 18 listopada 1957 w Dortmundzie, Niemcy), niemiecki fotograf oraz kurator sztuki.

## Życiorys i praca
Ingo Taubhorn jest synem Helmuta i Margret. Jego matka urodziła się w 1931 roku miejscowości Buszyno (dzisiejsze Województwo zachodniopomorskie).
Do 1977 uczęszczał do gimnazjum w Dortmundzie. Po szkole odbywał praktykę zawodową w dortmundzkim teatrze "Städtischen Bühnen" z zakresu gry aktorskiej i dramaturgii. W tym okresie zdobył doświadczenie w pracy w teatrze. Po nieudanej próbie dostania się na studia aktorskie i reżyserskie, w 1980 roku podjął studia na Politechnice w Dortmundzie (niem.: Fachhochschule Dortmund) na wydziale filmowym. Od 1982 roku jego zainteresowania zawodowe skoncentrowały się na fotografii. Studia ukończył w 1985 roku.
Zainteresowanie Taubhorna szt uką i fotografią wzajemnie się uzupełniały. Naukowe zastosowanie tych dziedzin skierowały go w początkowej fazie samodzielniej pracy zawodowej na etat kuratora sztuki.
W roku 1994 przyjęto Taubhorna do Niemieckiego Związku Fotografików (niem.: Deutsche Gesellschaft für Photographie). Od 2003 pracuje dla Domu Fotografii Artystycznej Deichtorhallen w Hamburgu, gdzie od roku 2006 jest organizatorem wystaw fotograficznych.
W swojej pracy artystycznej Taubhorn poświęcił się tematykom związanym z męskim homoseksualizmem, rodziną oraz przemijaniem człowieka. W swojej twórczości nie ograniczył się tylko do ukazywania dialogu pomiędzy fotografem a postaciami fotografowanych modeli i modelek. Dla artysty ważne jest też wyrażanie się formą zaprezentowanych postaci.
Taubhorn współpracuje z przedsiębiorstwem filmowym Medium Film. W roku 1999, ramach swych obowiązków, był asystentem reżysera, Rosy von Praunheima w pracy nad filmem Der Einstein des Sex (pl.: "Einstein seksu"). Był reżyserem krótkometrażowych filmów artystycznych prezentowanych w postaci video.

## Nagrody za prace artystyczne
- 1984 Nagroda Kodaka dla Młodych Twórców (Kodak Nachwuchs Förderpreis)
- 1986 Nagroda Kodaka dla Młodych Twórców (Kodak Nachwuchs Förderpreis)
- 1987 Nagroda Kodaka za Albumy Fotograficzne (niem.: Kodak-Fotobuchpreis) za album Mensch Mann
- 1995 Stypendium ufundowane przez Wydział Kultury Senatu w Berlinie
- 2003 Nagroda Medialna pt.: "Przerwana Kariera" (niem.: "Unterbrochene Karrieren"), przyznana przez Niemiecką Fundację na rzecz AIDS(inne języki).

## Wystawy (wybór)
- 1987, tytuł wystawy: "Endlich in Berlin" ("Nareszcie wBerlinie")), w Galerii "Wedding" w Berlinie
- 1987, tytuł wystawy: "Mensch Mann" (pl.: "Człowiek mężczyzna"), na Wolnym Uniwersytecie w Amsterdamie
- 1992, tytuł wystawy: "Stars Forever" (pl.: "Na zawsze gwiazdami"), w Galerii "Quartier" w Berlin
- 1993, tytuł wystawy: "Ingo Taubhorn, Wolf von Waldow", w Galerii "Ra" w Amsterdamie
- 1993, tytuł wystawy: "Ingo Taubhorn, Roland Poppensieker - Hand in Hand - Das Album 1983-1993", w Muzeum Gejowskim (niem.: Schwules Museum) w Berlinie
- 1998, tytuł wystawy: "Die Macht des Alters - Strategien der Meisterschaft" (pl.: "Moc starości - Mistrzowskie Metody Działania"), w Niemieckim Muzeum Historycznym w Berlinie
- 1999, tytuł wystawy: "VaterMutterIch", w "Schwules Museum" w Berlinie
- 2002, tytuł wystawy: "VaterMutterIch - work in progress", w Museum für Kunst und Gewerbe(inne języki) w Hamburgu
- 2004, tytuł wystawy: "Ingo Taubhorn - Intervention XIII", w "KioskShop" w Berlinie
- 2004, tytuł wystawy: "El mundo como un todo - fotografía en Alemania después de 1989" w Centro de la Imagen w Meksyku[1]
- 2007, tytuł wystawy: "Świat jako całość. Fotografia niemiecka po 1989", w Galerii Miejskiej "Arsenał" w Poznaniu[2]

## Wybór publikacji
- wspólnie z Gabriele Boll: Zum Beispiel Fotografie, wyd. Buch und Kunst GmbH im Museum, Dortmund 1986
- Mensch Mann. Bildnisse, Gespräche, wyd. Edition Stemmle, Schaffhausen 1986, ISBN 3-7231-0351-0
- Langeweile in New York City, wyd. Gehrke, 1995
- Mein heimliches Auge. Das Jahrbuch der Erotik, wyd. Konkursbuchverlag, Tübingen 1995 ISBN 3-88769-100-8
- The Heartbeat of Fashion. Werke aus der Sammlung F. C. Gundlach 1, wyd. Christof Kerber Verlag, Bielefeld 2006, ISBN 3-86678-000-1